# Gaston Browne
Gaston Browne (ur. 9 lutego 1967 w Potters Village) – antiguański przedsiębiorca i polityk z Partii Pracy.

## Kariera polityczna
Od 1999 roku nieprzerwanie członek parlamentu, przez 5 lat był ministrem handlu i planowania. Po zastąpieniu Lestera Birda na stanowisku szefa partii poprowadził ugrupowanie do zwycięstwa w wyborach z 2014 – zdobyło ono 14 z 17 miejsc w Izbie Reprezentantów (w tym jedno dla Browne’a).
13 czerwca 2014 roku został czwartym premierem Antigui i Barbudy, najmłodszym w historii (47 lat).